# Que te vaya bien

«Que te vaya bien» es una canción de la compositora y cantante mexicana Laura Caro de su próximo álbum de estudio inédito. La canción fue lanzada el 6 de julio de 2016 en el sitio oficial de la cantante y posteriormente el 11 de julio de 2016 se estrenó en todas las plataformas digitales. Fue coescrita por ella misma junto a Marcela de La Garza.

## Antecedentes
Desde el año 2011, Laura Caro mencionó encontrarse trabajando en lo que sería su tercer material discográfico. Durante este tiempo estuvo participando en talleres de composición. En uno de estos coincidió con la regiomontana Marcela De La Garza quien es compositora de cabecera para cantantes como Gloria Trevi, Paulina Rubio, Gustavo Lara, Thalía, entre otros. Fue a partir de este encuentro que surgió la colaboración entre ambas para la escritura del tema.
«Que te vaya bien» se estrenó a través de las plataformas digitales como descarga digital, el 11 de julio de 2016. Días antes del estrenó mundial, el audio fue publicado para descarga gratuita en el sitio oficial de la cantante.

## Composición e interpretación
«Que Te vaya Bien» es una canción uptempo de géneros neo soul y pop compuesta por Caro y De La Garza, música a cargo del maestro Baltazar Hinojosa, mientras que su producción quedó por Enrique Gutiérrez. La masterización fue realizada por Cesar Alcántar para El Rincón Estudio. Tiene una duración de tres minutos y 3 segundos.
De acuerdo con la partitura, la canción tiene un tempo vivace de 130 pulsaciones por minuto y está compuesta en la tonalidad de fa menor lo cual se aprecia en el coro de la canción ya que en el verso, Caro emplea vocales en un "estilo lírico". El registro vocal de Laura se extiende desde la nota fa♯3 hasta la mi♯5. La instrumentación del tema consta de un piano, guitarras eléctricas, batería y bajo, logrando un sonido vintage/orgánico.

## Recepción de la crítica
«Que te vaya bien» ha generado una recepción positiva entre críticos de música contemporánea. Tere Aguilera de Billboard describió la canción como "anthemic" (hímnica) y continuó felicitando a Caro por sus composiciones y rendimiento de sus vocales.
En una entrevista, Laura Caro afirmó que «Que te vaya bien» ha tenido buena aceptación y respuesta positiva por parte del público por lo cual es una de las canciones que más la hace sentirse orgullosa de sí misma. También dijo que en una ocasión recibió un mensaje de una chica diciéndole: «La canción Que te Vaya Bien es de esas que te ayudan a aprender a como desear el bien a alguien que te hizo demasiado mal», la cantante se dijo a sí misma: «Esa expresión fue hermosa, porque alguien se identifico con el tema y el mensaje de la canción».

## Video musical
Un video musical con la letra de la canción, fue lanzado el 4 de agosto de 2016 en su cuenta oficial de YouTube con la producción de Monarca Pictures y Salvador Yeo en colaboración con Le Grafica. Próximamente está por estrenarse el video oficial de la canción que fue grabado en Ciudad de México a finales del mes mayo de 2017, producido y dirigido por GreenLight, su equipo de management.

## Formatos
- Descarga digital

1. "Que te vaya bien" – 3:03[1]

## Funcionamiento en las listas
A finales del mes de febrero de 2017, «Que te vaya bien» debutó en el puesto 19 de la lista Top 50 Los Mas Virales y posteriormente subió a la posición 6 del top en dicha lista de la aplicación de free streaming Spotify.